# Кройцштрасе (станція)
47°55′02″ пн. ш. 11°45′33″ сх. д. / 47.9171° пн. ш. 11.7593° сх. д.
Кройцштрасе (нім. Bahnhof Kreuzstraße, нім. Kreuzstraße) — залізнична станція у одноіменному селі громади Фаллай у Баварії.
Розташована на одноколійній електрифікованій залізничній лінії Гольцкірхен–Розенгайм і є кінцевою точкою маршруту Мюнхен–Гізінг. Тут закінчується лінія S7 Мюнхенської міської залізниці. Обслуговується також потягами Bayerische Oberlandbahn до Розенгайму.
Середня кількість пасажирів на посадці та висадці в робочий день у 2018 році становила від 500 до 1000 пасажирів.

## Історія
Станція на залізничній лінії Гольцкірхен–Розенгайм була відкрита 25 листопада 1912 року разом із введенням в експлуатацію ділянки Аїнг–Кройцштрассе лінії Мюнхен–Гізінг як сполучної станції замість контори залізничної охорони.
З самого початку він був оснащений механічною сигнальною коробкою типу Krauß.
Обидва маршрути були електрифіковані до 1972 року, коли маршрут від Гізінга був інтегрований у мережу швидкісної залізниці Мюнхена. У 1975 році сигнальну коробку замінили на кнопкову сигнальну коробку Sp Dr L 60.

## Транспортне сполучення

### Колійний розвиток
Станція має головну платформу для поїздів S-Bahn на колії 1, яка тут закінчується, і центральну платформу на рівні землі між коліями 2 і 3, де потяги на маршруті Гольцкірхен–Розенгайм можуть зупинятися та відхилятися. Потім потяги до Розензайму зупиняються на платформі 3, а потяги до Гольцкірхена — на платформі 2.
| колія | висота у см | довжина у м | Використання                                               |
| ----- | ----------- | ----------- | ---------------------------------------------------------- |
| 1     | 96          | 140         | Потяги міської залізниці з та до головного вокзалу Мюнхену |
| 2     | 34          | 146         | Потяги з та до Гольцкірхена                                |
| 3     | 34          | 146         | Потяги з та до Розенгайму                                  |

### Рух потягів
| Лінія | Маршрут | Частота | Частота в Година пік |
| ----- | --- | ------- | -------------------- |
| RB58  | Головний вокзал – Доннерсбергербрюке – Геймеранплац – Харрас – Мітерзендінг – Сіменсверке – Зольн – Дайзенхофен – Гольцкірхену – Кройцштрасе – Бад-Айблінг – Розенгайм | -       | 9 пар потягів        |
| RB58  | Гольцкірхену – Кройцштрасе – Бад-Айблінг – Розенгайм | 60 хв   | 60 хв                |
| S7    | Вольфратсгаузен – Icking – Ebenhausen-Schäftlarn – Hohenschäftlarn – Baierbrunn – Buchenhain – Höllriegelskreuth – Пуллах – Großhesselohe Isartalbahnhof – Зольн – Сіменсверке – Мітерзендінг – Харрас – Геймеранплац – Доннерсбергербрюке – Хакербрюке – Головний вокзал – Karlsplatz (Stachus) – Марієнплац – Isartor – Rosenheimer Platz – Східний вокзал – St.-Martin-Straße – Giesing – Perlach – Neuperlach Süd – Neubiberg – Ottobrunn – Hohenbrunn – Wächterhof – Höhenkirchen-Siegertsbrunn – Dürrnhaar – Aying – Peiß – Großhelfendorf – Кройцштрасе | 60 хв   | 60 хв                |